# Igor Kaczurowskyj
Igor Kaczurowskyj (tal figura en todas las enciclopedias, en los títulos de sus libros y en todos los documentos relacionados con sus actividades de profesor universitario, siendo la pronunciación: ¨Kachuróvski)¨ fue un poeta, escritor, traductor y erudito ucraniano, continuador de la escuela del neoclasicismo de los poetas ucranios de los años veinte del siglo XX, años que se pueden considerar la época de oro, o renacimiento de la cultura ucraniana, época, en la que predominaba un acercamiento a las eternas tradiciones y postulados de la cultura helénica, un período que, en lo que a la poesía se refiere, se conoce también bajo la denominación del ¨Parnaso ucranio¨.

## Biografía y actividad didáctica
Igor Kaczurowsky nació en una familia de egresados universitarios. El padre era jurista y economista, egresado de la Universidad de Kiev, habiendo desempeñado, más tarde, el cargo de asistente del consejero estatal del Gobierno de Ucrania (Tsentralna Rada). La madre había cursado estudios de Historia en la Universidad de Kiev.
Los primeros 13 años de Igor transcurrieron en el pueblo de Kruty (cerca de Nizhyn, provincia de Chernígov) en la propiedad heredada por su madre. En 1932, sus padres decidieron trasladarse al norte, abandonando Ucrania, para evitar llegar a ser víctimas de las represalias rusas soviéticas. De tal modo, Igor Kaczurowskyj pasó la adolescencia en Rusia, regresando, con sus padres, a Ucrania recién en 1942, durante la Segunda Guerra Mundial.
En Rusia, había cursado estudios universitarios en el llamado Instituto Pedagógico de Kursk, graduándose en 1941. Entre sus profesores cabe destacar al filólogo Petro Odárchenko y, sobre todo, al erudito medievalista Boris Iarjo.
Luego de permanecer un tiempo en Ucrania a su regreso de Rusia, la familia se dirigió hacia el Occidente, radicándose en 1945 en Austria, después de haber pasado por Eslovaquia.
Las obras de Kaczurowskyj fueron publicadas desde 1946; le fue otorgado un premio por su cuento "El pasaporte"; fue colaborador de la revista LITAVRY y uno de los fundadores de la Sociedad de científicos, literatos y artistas ucranios.
Es de señalar que, habiéndose servido del idioma ruso para sus primeros versos juveniles, en ese período pasó definitivamente a escribir todas sus obras en ucranio, su lengua natal.
En 1948, emigró a la Argentina, radicándose cerca de la Capital. Habiendo conseguido un puesto como simple trabajador en el puerto de Buenos Aires, se desempeñaba asimismo como redactor y editor de la revista POROHY (Las Cataratas) y como colaborador de diversos periódicos, tales como OVYD (El Horizonte), NOVI DNI (Días Nuevos), MITLA (La Escoba).
Después de adquirir suficiente dominio del idioma, adoptó la ciudadanía argentina, que conservó hasta el fin de sus días.
Entre 1959 y 1962 asistió al Instituto Grafotécnico; 1663-64 dictó un curso de "Antiguo Eslavo Eclesiástico" en la Universidad Católica, y en 1968 un curso de "Literatura Rusa" en la Universidad del Salvador, ambas en Buenos Aires.
En 1969 se traslada a Múnich, RFA, como encargado de las audiciones literarias y culturales de la emisora Radio Free Europe/Radio Liberty, sección Ucrania, cargo que desempeña por 15 años aproximadamente; en ese lapso creó y trasmitió por radio cerca de 2000 audiciones.
En 1973 obtuvo el título de doctor en filisofía (Dr. phil.) en la Universidad Libre Ucrania con su disertación "Davni slovianski viruvannia ta yij zviazok z indo-iranskymy relihiyamy" (Creencias de los antiguos eslavos y su relación con las religiones indo-iránicas). En la ULU dictó regularmente -- a partir de 1982 como profesor ordinario de la Facultad de Filosofía – cursos sobre Versificación, Estilística, Teoría de los Géneros Literarios, Historia de la literatura Medieval de Europa, e Historia de la Literatura Ucraniana de los años veinte y treinta del siglo XX.
Además solía dar clases en otras ciudades, como Buenos Aires, o en Roma (para los seminaristas de los Padres Basilianos) así como, después de la caída de la Unión Soviética, en Ucrania (Kiev, Nizhyn, Khárkiv, Poltava).
Fue miembro de la Asociación de escritores ucranios SLOVO, de la Sociedad Argentina de Escritores (SADE), y desde 1992, de la Sociedad Nacional de Escritores Ucranios.
Igor Kaczurowskyj falleció el 18 de julio de 2013 en Múnich y fue sepultado, de acuerdo con su voluntad, en Kruty, el pueblo donde transcurriera su infancia. La solemne ceremonia del sepelio fue celebrada por el arzobispo de Chernígov y Nizhyn, el Reverendísimo Yevstratiy.

## Actividad literaria

### Poesía
Es autor de los siguientes libros de poesía:
"Sobre la fuente luminosa" (Nad svitlym dzherelom), Salzburgo 1948.
"En un puerto lejano" (V dalekii havani), Buenos Aires 1956.
"La canción del velero blanco" (Pisnia pro bilyi parus), Múnich 1971.
"Espejos de la eternidad" (Svichada víchnosty), Múnich 1990.
Poco antes de su fallecimiento, fue publicado un volumen que comprende casi todas sus poesías, bajo el título: "Lírica", Kiev 2013.
El poema épico "La aldea" (Selo), editado en Nueva-Ulm en 1960, fue reeditado dos veces, en 2000 y 2001 en Kiev, junto con la selección de poesías "Cólquicos" (Osinni pizniotsvity), en un volumen, en 2006 bajo el título "La aldea en el abismo" (Selo v bezodni).
Fiel partidario de las teorías y principios del neoclasicismo, fue también adicto a la llamada "lírica del segundo orden", es decir la convicción que toda creación artística puede ser inspirada por otra obra de arte, según su propia denominación "la lírica transpositiva". Según la opinión de Dmytro Nalyvaiko, es este el atributo principal de lo clásico como elemento básico del pensamiento artístico (el ciclo "Vieja Europa" (Stara Evropa) en la colección de poesías "Espejos de la eternidad"). Al mismo tiempo, escribió lírica amatoria de fina sensibilidad (ciclo "Canción del velero blanco" en el libro del mimo nombre) y demostró una rara veneración por la naturaleza creando, por primera vez en la literatura ucrania, el ciclo "La mística de los hongos" (Hrybna místyka), uno de los capítulos de "Espejos de la eternidad".
En general, se puede afirmar que en las poesías de Kaczurowskyj nos encontramos con una discrepancia entre la glorificación de los eternos valores, de la naturaleza o los grandes y sublimes logros de los siglos pasados, por una parte, y la contemplación dolorosa del decaimiento espiritual de los tiempos presentes por la otra.
En cuanto a su poema épico "La aldea", se puede decir que es como un lienzo cuya pintura representa toda la tragedia del hambre artificial (holodomor) en Ucrania de los años 1932–33.
En su lírica se observan la fidelidad absoluta a las normas clásicas de la versificación (predominando su origen románico), la transparencia de metáforas y un vocabulario selecto, libre de todo vulgarismo.
Sus parodias y esbozos humorísticos aparecían bajo el seudónimo "Khvedosiy Chychka", siendo la última edición de este género "Las parodias de Khvedosiy Chychka" (Parodiyi Khvedosiya Chychky), Drohobych 2013.

### Para los niños escribió
- "En el reino de los jabalíes" (U svyniachomu tsarstvi), Múnich 1997;

- el poema "El Señor Kotsky" (Pan Kotskyi), cuyo personaje principal es un gato (Kiev 1992): no deja de ser interesante que para este poema se dejó inspirar por unos dibujos dejados por el artista Boris Kriukow (fallecido en 1967) que descubrió en casa de su viuda, la pintora Olga Gurski, cumpliéndose de tal modo, 25 años más tarde, el destino primario de los dibujos: el de ilustrar un poema para niños. 2-da edición de "El Señor Kotsky", bilingüe (con una adaptación alemana, también en versos, de Wilhelm Steinbüchler), bajo los auspicios de la Embajada Alemana en Kiev, 2016.

### Prosa
"El camino de un desconocido" (Shliaj nevidomoho), Múnich 1956, traducido al inglés por Yuri Tkach con el título "Because Deserters are Immortal", Doncaster (Australia) 1979; traducido al alemán por Lidia Kriukow, "Der Weg eines Unbekannten", Frankfurt am Main 2018.
"El terrateniente férreo" (Zaliznyi kurkul'), Múnich 1959 y Poltava 2005.
"La casa sobre el barranco" (Dim nad krucheiu), Múnich 1966.
Su cuento "Al otro lado del abismo" (Po toy bik bezodni), NOVI DNI (enero de 1978, No.335) fue traducido al inglés y publicado en la revista URANIA (A JOURNAL OF CREATIVE WRITING AND LITERARY STUDIES), Kanpur, U.P. (India), Vol. 1, N.º 1 con el título "Beyond the Abyss", a Modern Ukrainian Gothic Story.
Casi toda su producción literaria en prosa, incluyendo, además de lo mencionado, los cuentos: "Los ojos de Atos" (Ochi Atosa [el nombre de un perro]), "El pozo sin el péndulo" (Krynytsya bez vahadla), "El casamiento de cebollas" (Tsybuliane vesilla), etc. fue publicada en un solo volumen bajo el título "El camino de un desconocido", Kiev 2006.
Las reminiscencias más tempranas se encuentran en el libro "Kruty de mi infancia" (Kruty moho dytynstva), Nizhyn 2007. La colección completa de sus memorias fue publicada, después de su fallecimiento, con el título "Spomyny i postati" (Recuerdos y personajes), Kiev 2018.

## Traducciones
Sus traducciones de poesías se publicaban, como capítulos separados, en sus diversas selecciones líricas publicadas en el transcurso de las décadas. En volúmenes separados tenemos:
- "La Rama de Oro" (Zolota haluzka), traducciones del español, portugués y catalán. Buenos Aires-Múnich 1991.
- "Francesco Petrarca. Vybrane. Poesie Scelte", (aprox. 50 sonetos selectos del Canzoniere; edición bilingüe: italiano-ucranio), Múnich 1982.
- "Un camino a través de la inmensidad. 100 poesías alemanas, 750-1950" (Stezhka kriz' bezmir. 100 nimetskyj poeziy 750-1950; edición bilingüe: alemán-ucranio), París-Lviv-Zwickau 2000.
- "La barca sin pescador" de Alejandro Casona (Choven bez rybalky), Buenos Aires 2000.
- "Una ventana hacia la poesía ucrania" (Okno v ukrainskuiu poesiyu), poesías ucranias traducidas al ruso. Múnich-Járkov-Nizhyn 2000.
- "El cantar de Roldán" (Pisnya pro Rolyanda), traducido del francés antiguo, manteniendo la métrica silábica del original del s. XI. Lviv 2008.

Un compendio de sus traducciones líricas (unas 670 poesías o fragmentos de poemas, de más de 350 autores, traducidos de una veintena de idiomas aprox.) ha sido publicado bajo el título "El círculo supraterrenal" (Kruh ponadzemnyi). Kiev 2007.
En sus traducciones seguía los postulados de Mykola Zerov y sus simpatizantes, es decir la máxima fidelidad con respecto al original, no sólo en cuanto al contenido, sino también a la métrica, y al sentido intrínseco de la obra a traducir. Para los idiomas europeos occidentales se servía de las traducciones interlineares en prosa de la traductora diplomada Lidia Kriukow.

## Periódicos
Muchos de sus ensayos y tratados fueron traducidos al alemán y publicados, en Múnich, en los Anuarios de Estudios Ucranios (Jahrbücher der Ukrainekunde, llamados Mitteilungen hasta 1983):
1975 – "El escapismo en la literatura ucrania".
1977 – "La prosa de Iván Bahriany";
	"Dmytro Chyzhevskyi in memoriam";
	"El espíritu invencible" (Nezdolannyi dukh [reseña del libro]).
1979 – "Rozstriliane vidrodzhennia" (El renacimiento fusilado [reseña]).
1980 – "Dos poetas";
	"De lo heredado de Myjailo Drai Khmara" (reseña).
1981 – "Motivos del Fausto de Goethe en la obra de Yuri Klen";
	"Antología de la lírica polaca" (reseña).
1983 – "El Parnaso ucranio".
1984 – "Volodymyr Derzhavyn".
1986 – "Devota de la verdad y la belleza" (Lesia Ukrainka y su obra).
Numerosas publicaciones – desde los años 1950 hasta su muerte – en los siguientes periódicos ucranios:
ARKAN, Buenos Aires
NOVI DNI, Toronto
OVYD, Chicago
MOLODA UKRAINA, Toronto
NASHA BATKIVSHCHYNA, Mountain Dale, N. Y.
VISNYK, Yonkers, N. Y.
KRYLATI, Bruselas
VYZVOL'NYI SHLIAJ, Londres
Anuarios de SLOVO, EE. UU., Canadá
SUCHASNIST', Múnich, EE. UU., Kiev
BEREZIL', Járkov
VSESVIT, Kiev
DZVIN, Lviv
UKRAYINS'KYI SAMOSTIYNYK, Múnich
SLOVO I CHAS, Kiev
SAMOSTIYNA UKRAYINA, Kiev
KYIV, Kiev
DNIPRO, Kiev
KHRONIKA 2000, Kiev
DUKLIA, Prešov
UKRAYINS'KYI ZASIV, Járkov
SOBORNIST', Múnich
PRAPOR, Járkov
SOVA, Ternopil'
UKRAYINS'KI PROBLEMY, Kiev
KYIVS'KA STAROVYNA, Kiev
PAM'YATKY UKRAYINY, Kiev
ZERNA, Zwickau
VARSHAVS'KI UKRAYINOZNAVCHI ZAPYSKY, Varsovia
ODNOHOLOSNYK, Kiev
LITERATURNYI CHERNIGOV, Chernígov
UKRAYINS'KYI LITERATURNYI PROVULOK, Lublin
Colaboración con periódicos rusos:
GRANI, Fráncfort
N.º 42, 1950 – De la poesía ucraniana contemporánea.
KONTINENT, París
N.º 11, 1977 – 100-mo aniversario del "Ukás de Ems".
N.º 13, 1977 – Traducciones de poesías ucranias al ruso.
N.º 45, 1985 – Poesías de la colección En un puerto lejano traducidas al ruso.
NOVYI ZHURNAL, Nueva York
N.º 141, 1980 – La lírica europea a la manera soviética.
N.º 145, 1981 – La poesía de Yevhen Pluzhnyk.
N.º 159, 1985 – La lírica de Maksym Ryls'kyi.

## Actividad científica
En el ámbito de la teoría literaria, Igor Kaczurowskyj se adhiere a los preceptos de Boris Yarjo y Volodymyr Derzhavyn. Su primer libro científico-popular fue:
"El cuento breve como género literario" (Novela yak zhanr), Buenos Aires 1958. Le siguieron:
"El estudio de las estrofas" (Strófika), Múnich 1967;
"Fónica", Múnich 1984;
"Métrica", Múnich 1985.
Estos tres libros fueron recomendados por el Ministerio de Educación de Ucrania como libros de consulta a los estudiantes de filología, y reeditados en 1994.
"Conceptos básicos del análisis de las formas idiomáticas" (Osnovy analizy movnykh form), pte.1a: Lexicología, Múnich-Nizhyn 1994; pte.2.ª: Figuras y tropos, Múnich-Kiev 1995.
"Genérica y arquitectónica", 1-er tomo: La literatura de la Europa medieval; 2-do tomo, 1a pte.: Principios de la ciencia literaria, pte 2a: Géneros de la nueva literatira. Kiev 2008.
El propósito fundamental de sus obras de teoría literaria, es el de subrayar y acentuar la eterna validez de los principios y postulados clásicos, ya sea en cuanto a la construcción de la obra literaria se refiere, como también a su estilo, el empleo de las rimas exactas y, en general, la prevalencia de los cánones establecidos desde tiempos antiquísimos.
El resumen de sus vastos estudios de historiador de las letras ucranias es la obra fundamental "Siluetas luminosas: lecciones, conferencias, artículos, ensayos, tratados", Múnich 2002 — Kiev 2008, (merecedora del Premio Nacional de Ucrania Taras Shevchenko), cuya misión principal es la de despertar en el recuerdo de los lectores, de resucitar, por así decir, del olvido las figuras destacadas de la literatura, como ser los escritores de la generación de la Segunda Guerra Mundial, y de modificar los juicios preconcebidos y trillados sobre los personajes eminentes conocidos, como Shevchenko, Frankó o Lesia Ukrainka.
Otro compendio, es la edición de una parte de los textos de sus transmisiones por la emisora Radio Liberty, un amplio volumen, publicado bajo el nombre "150 ventanas al mundo" (150 vikon u svit), que comenta diversos ámbitos de la cultura universal: letras, música, artes plásticas, etc. Kiev 2008.
El credo de Kaczurowskyj en lo referente a la estética nos lo muestra como un representante fiel, junto a Volodymyr Derzhavyn, de los postulados del neoclasicismo, con su convicción inapelable, que lo hermoso ha de ser contemplado como el máximo ideal, una especie de síntesis de la Verdad y la Bondad, y que el arte no ha de subordinarse a ninguna circunstancia externa, ya sea de índole social, política, económica o climática.
Participó en diversos simposios y conferencias, como por ejemplo:
"Le Parnasse ukrainien", en él: Colloque sur la Renaissance Nationale et Culturelle en Ukraine de 1917 aux années 30, París 25–26 de noviembre de 1982, organizado por el Instituto Nacional de Lenguas y Civilizaciones Orientales, 2, rue de Lille, 75007 Paris.
"Los elementos cristianos en la ideología y obra de Lesia Ukrainka", Simposio: Lesia Ukrainka y la literatura europea, Múnich, Palacio Nymphenburg, 10 de nov. de 1988.
Es el autor del breve tratado popular "Guía para los buscadores de hongos", (publicado en un volumen, junto con la guía "De Kyiv a Kachanivka a través de Nizhyn" de V. Baranov), Nizhyn 2011.
Junto con Sviatoslav Hordynsky y Lidia Kriukow, fue el redactor de la "Crestomatía de la literatura religiosa ucrania". Tomo 1: Poesía, como también el autor de su extensa introducción, el ensayo "La función mística de la literatura y la poesía religiosa ucrania", Múnich–Londres 1988, como asimismo el autor de las introducciones a varios libros: "Brotes tardíos" de Myjailo Orest, Múnich 1965; "La musa ucrania", Buenos Aires 1973; "Obras" de Yuri Klen, Nueva York 1992; "Italia en la poesía ucrania", Lviv 1999.

## Premios
1982 — Premio del Fondo Iván Frankó, Chicago, otorgado por su traducción de los sonetos de Francesco Petrarca.
1994 — Premio Maksym Ryls'kyi, otorgado por su trabajo de traductor.
2002 — Premio del periódico SUCHASNIST' y de la Liga de los Mecenas Ucranios, otorgado por su tratado "La literatura gótica y sus géneros".
2003 — Premio Volodymyr Vernadsky, por su gran aporte al desarrollo cultural de Ucrania.
2006 — Premio Liteario Volodymyr Svidzinsky, otorgado por su obra poétia y de traductor.
2006 — Premio Nacional Tarás Shevchenko, por su libro "Siluetas luminosas" (Múnich 2002 — Kiev 2008).
1998 — Orden Al Mérito, III grado.